# Minimes (jezero)
Jezero Minimes (francouzsky Lac des Minimes) je umělé jezero, jedno ze čtyř, která se rozkládají v Bois de Vincennes východně od Paříže. Je součástí vodní sítě Vincenneského lesíka a je nepřímo napájeno vodou čerpanou z řeky Marny do jezera Gravelle.
Šestihektarové jezero se rozkládá na severovýchodě Vincenneského lesa. Jsou na něm tři ostrovy – Île de la Porte-Jaune, Île Nord a Île Sud.
Jezero je pojmenováno podle řádu paulánů (francouzsky ordre des Minimes), neboť se nachází na místě bývalého kláštera, který založil v roce 1164 král Ludvík VII., a kde později pauláni sídlili. Jezero bylo vyhloubeno v roce 1857 při vzniku parku.